# Hoya-Gonzalo
Hoya-Gonzalo község Spanyolországban, Albacete tartományban. Lakosainak száma 593 fő (2024).

## Látnivalók

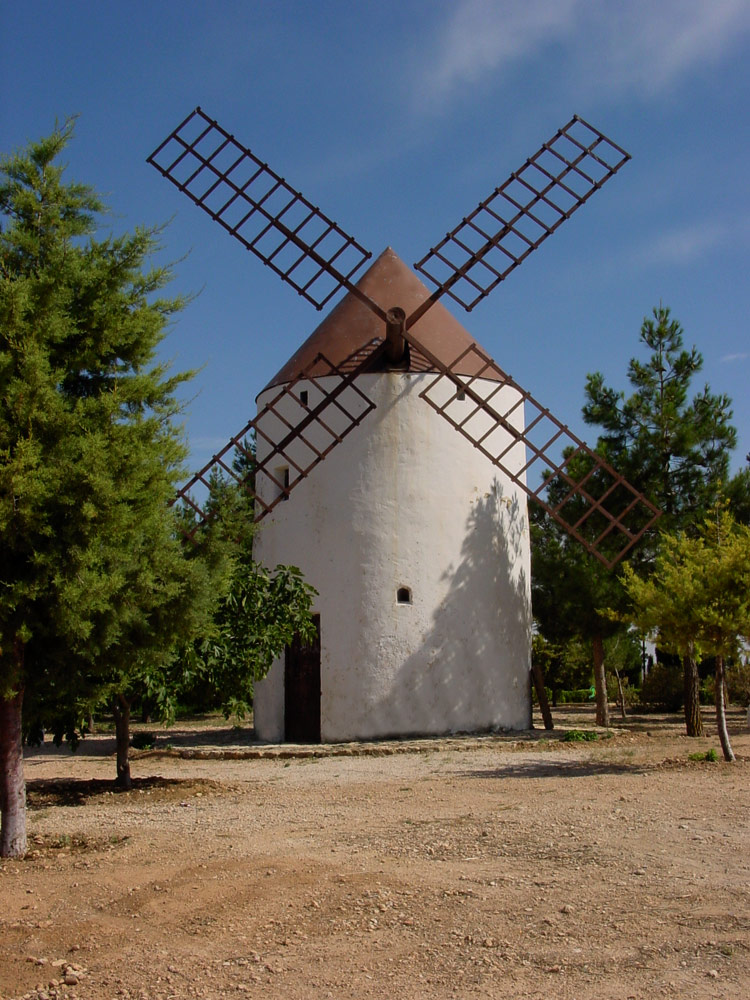
Szélmalom

## Földrajza
Hoya-Gonzalo Chinchilla de Monte-Aragón és Higueruela községekkel határos.

## Népesség
A település lakosságának változását az alábbi diagram mutatja:
| Lakosok száma | 778  | 871  | 808  | 741  | 752  | 694  | 666  | 647  | 598  | 593  |
|               | 2001 | 2004 | 2006 | 2009 | 2011 | 2014 | 2016 | 2019 | 2021 | 2024 |